# Nemo 33

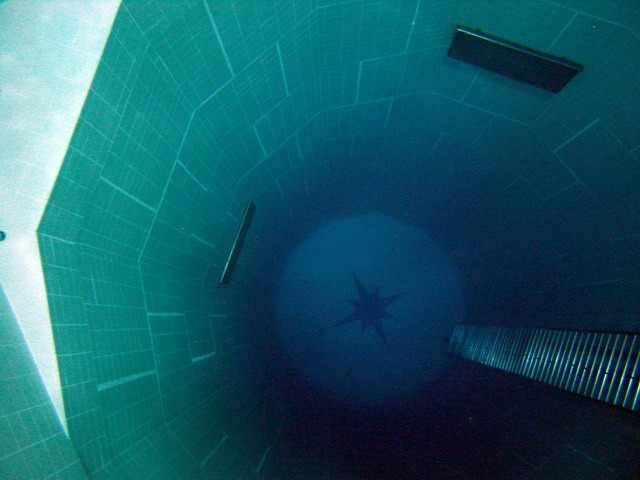
Wnętrze basenu

Nemo 33 – jeden z najgłębszych basenów na świecie, znajdujący się w Uccle, w aglomeracji Brukseli. Basen został stworzony z myślą o płetwonurkach, mieści 2 500 000 litrów wody, a jego maksymalna głębokość wynosi 33 metry. Woda w basenie nie jest chlorowana, a jej temperatura wynosi 30 stopni Celsjusza. Zaprojektowany został przez Johna Beernaertsa, otwarto go 1 maja 2004 roku.